# Daniel Färm
Paul Daniel Färm, född 23 augusti 1972 i Kungsängens församling i Stockholms län, är en svensk publicist och socialdemokratisk debattör.

## Biografi
Daniel Färm satt 2016–2018 i förbundsstyrelsen för förbundet Humanisterna.
Färm var 2018–2020 chef för Tankesmedjan Tiden och under en kort period 2018–2019 tillförordnad chefredaktör för den socialdemokratiska idétidskriften Tiden.
Färm är sedan juli 2019 vd för AiP Media Produktion och politisk redaktör för den socialdemokratiska nyhetstidningen Aktuellt i Politiken. Våren 2025 blev han också vd för och lanserade den nya tidningen Skånes folkblad.
Färm var riksdagsledamot (tjänstgörande ersättare) 2021 för Socialdemokraterna, Stockholms läns valkrets. Han var tjänstgörande ersättare i riksdagen för Alexandra Völker 10–31 maj 2021 och tjänstgjorde då som extra suppleant i försvarsutskottet. Sedan valet 2022 har Daniel Färm inga politiska uppdrag.